# Brunáry Ilona
Brunáry Ilona, Brunáry Ilona Cecília (Budapest, 1911. december 8. – 1968 után) színésznő.

## Életútja
1930-tól bölcsészettant tanult a Budapesti Királyi Magyar Pázmány Péter Tudományegyetemen. 1938. május 26-án áttért a római katolikusról a református vallásra. 1953-ban kiment Argentínába. 1960-ban tagja lett a Magyar Színjátszó Társaságnak, amelyet Hajmássy Miklós vezetett. Október 8-án lépett színpadra Paul Géraldy Ezüstlakodalom című darabjában Hamelinné szerepében. 1968-ban a Hajmássy-féle társulatból létrejött Új Magyar Színháznak egyik alapító tagja volt.

## Családja
Brunáry György Aladár és Uher Julianna Zsófia leányaként született. 1938. április 9-én, Budapesten, a Ferencvárosban házasságot kötött Futó István gimnáziumi tanárral.

## Fontosabb szerepei
- Celeszte (Doillet: Gyógyszerész úr)
- Nini (Vaszary J.: A kaméliás hölgy)
- Szabó néni (Vaszary J.: Egy nap a világ)
- Solange (Cocteau: Az írógép)
- Anna (Vaszary J.: Három szerelem)
- Isabel (Bradley: Az államügyész)
- Cecile (Bús–Fekete L.: János)